# Wacław Gadomski
Wacław Gadomski (ur. 4 kwietnia 1892 w Braciszewie, zm. 15 września 1939 w Puszczy Rudzkiej) – podoficer armii niemieckiej, powstaniec wielkopolski, major artylerii Wojska Polskiego w II Rzeczypospolitej, kawaler Orderu Virtuti Militari.

## Życiorys
Urodził się w rodzinie Stanisława i Stanisławy z Teskich. Absolwent szkoły średniej w Poznaniu. W 1914 wcielony do armii niemieckiej. W 1918 zdemobilizowany w stopniu ogniomistrza.
Po przybyciu do rodzinnej Wielkopolski przystąpił do oddziałów powstańczych, organizując jednostki artylerii. 16 maja 1919 mianowany podporucznikiem. Na czele sformowanej przez siebie 7. baterii 3 pułku artylerii polowej Wielkopolskiej wziął udział w wojnie polsko-bolszewickiej. Wyróżnił się 20 września 1919 w walce o Połock i 15 października na przedmościu Bobrujska. 17 marca 1920 w walce o Słobodę Jakimowską, strzelał z działa na otwartej pozycji w odległości 300–500 m od nieprzyjaciela. W silnym ogniu km, wspierał III baon 56 pp Wlkp. Z otwartych pozycji na brzegu Berezyny zmusił bolszewickie baterie do milczenia. Za czyny te odznaczony został Krzyżem Srebrnym Orderu Virtuti Militari.
W latach 1923–1931 pełnił służbę w 14 pułku artylerii polowej w Poznaniu. 2 grudnia 1930 został awansowany na majora ze starszeństwem z dniem 1 stycznia 1931 i 16. lokatą w korpusie oficerów artylerii. W marcu 1931 został przeniesiony do 20 pułku artylerii lekkiej w Prużanie na stanowisko dowódcy dywizjonu. W czerwcu 1933 został przesunięty w tym pułku na stanowisko kwatermistrza.
W kampanii wrześniowej był dowódcą nadwyżek 20 pal. Poległ 15 września 1939 razem ze swoim adiutantem por. Kazimierzem Stanisławem Sobańskim w Puszczy Rudzkiej na skrzyżowaniu szos Brześć–Kowel i Kobryń–Włodawa, kiedy na maszerującą do Kowla bezbronną kolumnę nadwyżek 20 pal napadły niemieckie oddziały z 3 Dywizji Pancernej. Został pochowany w Ratnie. Później jego zwłoki zostały ekshumowane i przeniesione na cmentarz wojenny we Włodawie.
Wacław Gadomski był żonaty z Marią Siewrukówną.

## Ordery i odznaczenia
- Krzyż Srebrny Orderu Virtuti Militari nr 2328 (19 lutego 1921)[15]
- Krzyż Walecznych (trzykrotnie)
- Medal Niepodległości
- Srebrny Krzyż Zasługi (24 grudnia 1928)[16][17]